# NGC 2561
NGC 2561 is een balkspiraalstelsel in het sterrenbeeld Waterslang. Het hemelobject werd op 23 maart 1887 ontdekt door de Amerikaanse astronoom Lewis A. Swift.

## Synoniemen
- UGC 4336
- MCG 1-22-1
- ZWG 31.81
- ZWG 32.1
- IRAS08169+0448
- PGC 23351